# Distretto di Rewa
Il distretto di Rewa è un distretto del Madhya Pradesh, in India, di 1 972 333 abitanti. È situato nella divisione di Rewa e il suo capoluogo è Rewa.